# Кейчу
Кейчу — покинутый аул в Галанчожском районе Чеченской Республики. Входит в Нашхоевское сельское поселение.
Аул расположен на северо-восточной части Галанчожского района, к северо-востоку от районного центра Галанчож.
Ближайшие населённые пункты: на севере — сёла Шалажи и Гехи-Чу, на северо-востоке — село Харсеной.

## История
Аул Кейчу ликвидирован в 1944 году во время депортации чеченцев. После восстановления Чечено-Ингушской АССР в 1956 году чеченцам было запрещено селиться в данном районе.